# MEHWA
MEHWA（メファ）は、日本のラジオパーソナリティ・モデル・タレント・女優・MCである。F-FactoryJapan所属。

## 人物
- 日本語・韓国語・英語・フランス語の4カ国を話せるマルチリンガルである。
- JSAソムリエ 日本酒利き酒師認定資格を持つ。
- 趣味：トレーニング・ダンス

## 経歴
- 2003年ミスコリアフォトジェニック賞（4 位）
- 青春18きっぷポスター
- DVDフィットネスダンス

### ラジオ
- 2014年3月～ JFN「日本の風」
- bayfm78　BAYLINE GO!GO! 毎週木曜日16:00～18:50 アシスタント
- BayFM『GROOVE@NIGHT24/7』パーソナリティ毎週木曜16:00～19:00
- 2010年4月～ FM FUJI『Beatree』パーソナリティ毎週日曜放送17:00～17:30
- 2011年9月～ FM FUJI『SUPER HITS TOP40』毎週土曜日10:00～13:00　他

### テレビ
- 2014年4月 フジTV「めざましテレビ」TEEミニライブ＆サイン会at東京ドームシティラクーアガーデンステージMC
- スカイパーフェクトＴＶ
- ワールドカップ2002 年 レポーター
- ＴＶ おはよう朝日 レポーター
- ＴＶ トゥナイト2 リポーター
- 世界一受けたい授業 体育編
- ウナコーワクールＣＭ

### 雑誌
- ダイナーイメージキャラクター
- プチセヴン
- 雑誌　ノンノ
- 雑誌　きれいの魔法（NHK出版）
- 雑誌　FIGARO（阪急コミュニケーションズ）
- 雑誌　一回五秒でお腹が凹むスクイーズトレーニング（永岡書店）

### イベント
- 幕張メッセ　サイクルモード　MC出演